# Jan Tebrügge
Jan Tebrügge (* 14. Dezember 1982 in Münster) ist ein ehemaliger Ruderer im Deutschland-Achter. Aufgewachsen ist Tebrügge in Osnabrück. Er erlernte das Rudern in der Ruderriege des Gymnasiums Carolinum Osnabrück.

## Karriere
Im August 2006 nahm der Nationalmannschaftsruderer des Osnabrücker Ruder-Vereins in Eton (Berkshire) an den vom Weltruderverband (FISA) veranstalteten Ruder-Weltmeisterschaften teil. Im Männer-Achter gewann er mit Jörg Dießner, Stephan Koltzk, Ulf Siemes, Sebastian Schulte, Thorsten Engelmann, Philipp Stüer, Bernd Heidicker und Steuermann Peter Thiede sowie dem Trainer Dieter Grahn, auf dem Dorney Lake im Finale und wurde Weltmeister 2006. Der Ruder-Weltmeister und Gesamtsieger der Ruder-Weltcups in den Jahren 2005 und 2006 erreichte bei weiteren bedeutenden Wettkämpfen das Finale:
- Ruder-Weltmeisterschaften 2007 in München, Regattastrecke Oberschleißheim – Platz 2
- 2007 Weltcup in Luzern, Rotsee – Platz 2
- 2007 Weltcup  in Amsterdam, Bosbaan – Platz 4
- Ruder-Weltmeisterschaften 2006 in Eton (Berkshire), Dorney Lake – Platz 1
- 2006 Weltcup  Luzern, Rotsee – Platz 1
- 2006 Weltcup  in Posen, Maltasee – Platz 5
- 2006 Weltcup  in München, Oberschleißheim – Platz 1
- Ruder-Weltmeisterschaften 2005 in Gifu, Nagara-Gawa – Platz 3
- 2005 Weltcup  in Luzern, Rotsee – Platz 1
- 2005 Weltcup  in München, Oberschleißheim – Platz 3
- 2005 Weltcup  in Eton, Dorney Lake – Platz 1
- 2004 World Rowing U-23 Regatta – Poznań, Maltasee – U-23 Weltmeister
- 2003 World Rowing U-23 Regatta – Belgrad, Save – Platz 4

Seit 2003 studierte Tebrügge den Studiengang Physik an der TU Dortmund. Nach Beendigung der aktiven Ruderkarriere erreichte er im Juni 2008 das Vordiplom, und im Dezember 2010 den Studienabschluss als Diplom-Physiker. Zum Abschluss der akademischen Karriere wurde Tebrügge im Juni 2016 an der TU Dortmund promoviert mit einer Dissertation zur experimentellen Neutrinophysik.
Seit 2017 arbeitet Tebrügge in der industriellen Forschung und Entwicklung. 